# ATP-toernooi van Kitzbühel 2021
Het ATP-toernooi van Kitzbühel 2021 (met de officiële naam Generali Open 2021) werd van maandag 26 tot en met zaterdag 31 juli gespeeld. Er werd gespeeld op de gravelbanen van de Kitzbüheler Tennis Club in de Oostenrijkse plaats Kitzbühel. Het toernooi stond onder auspiciën van de ATP en behoorde tot de categorie "ATP Tour 250". Het was de 77e editie van het toernooi.
De organisatie was in handen van de "Kitzbüheler Tennisclub Turnier GmbH", onder leiding van Herbert Günther, Markus Bodner en Florian Zinnagl. De toernooidirecteur was Alexander Antonitsch. De organisatie huurde de ATP-toernooilicentie van het Amerikaanse sportagentschap Octagon.
Het deelnemersveld van het enkelspel bestond uit 28 spelers en van het dubbelspel uit 16 paren. De vier hoogst geplaatste spelers uit het enkelspel ontvingen een bye in de eerste ronde. Het totale prijzengeld bestond uit € 419.470; het totale financiële commitment bedroeg € 481.270 (bestaande uit prijzengeld + overige ATP fees).
Het toernooi vond in dezelfde week plaats als het tennistoernooi op de Olympische Zomerspelen in Tokio en het ATP Tour 250 hardcourttoernooi van Atlanta. Hierdoor was het voor het toernooi lastig om topspelers naar het toernooi te halen, desondanks wist het toernooi de nr. 14 van de wereldranglijst Casper Ruud en de nr. 16 van de wereldranglijst Roberto Bautista Agut te strikken. Het was tevens het laatste graveltoernooi van het ATP-seizoen.
Het centercourt bood plaats aan 5.400 toeschouwers. De speakers/on-court interviewers waren Stefan Steinacher en Karina Toth. De ATP-toernooisupervisor was de Portugees Carlos Sanches, de supervisor voor de kwalificatie was de Duitser Roland Herfel. De hoofdscheidsrechter was de Duitser Hans-Juergen Ochs en de stoelscheidsrechters waren Renaud Lichtenstein, Ahmed Abdel-Azim, Isabell Seefried en Richard Haigh. Er werd gespeeld met de "Babolat Team" tennisbal. De organisatie (KTC Turnier GmbH) ontving van de deelstaat Tirol € 50.000 subsidie vanuit een subsidieregeling voor sportevenementen.
Het toernooi had drie wildcards te vergeven, vanuit de toernooiorganisatie werden wildcards vergeven aan Oostenrijkers Dennis Novak en Alexander Erler. De derde wildcard werd vergeven door licentiehouder Octagon, aan de Braziliaanse speler en tevens Octagon cliënt Thiago Seyboth Wild.

## Enkelspel

### Deelnemers
| Legenda deelnemerslijst | Legenda deelnemerslijst                             |
| ----------------------- | --------------------------------------------------- |
|                         | Deelname als vervanger voor een afgemelde speler    |
| WC                      | Deelname via wildcard                               |
| SE                      | Deelname als Special Exempt                         |
| Q                       | Deelname als Qualifier                              |
| Alt                     | Deelname als Alternate                              |
| LL                      | Deelname als Lucky loser                            |
| NG                      | Deelname vanwege het Next Gen Accelerator programma |
| PR                      | Protected Ranking                                   |

| Nr.    | Speler                 | Ranking  |
| ------ | ---------------------- | -------- |
| 1.     | Roberto Bautista Agut  | 10       |
| 2.     | Casper Ruud            | 14       |
| 3.     | Albert Ramos Viñolas   | 39       |
| 4.     | Filip Krajinović       | 44       |
| 5.     | Federico Delbonis      | 47       |
| 6.     | Laslo Djere            | 55       |
| 7.     | Richard Gasquet        | 56       |
| 8.     | Aljaž Bedene           | 64       |
| 9.     | Jaume Munar            | 69       |
| 10.    | Jiří Veselý            | 72       |
| 11.    | Carlos Alcaraz         | 75       |
| 12.    | Gianluca Mager         | 77       |
| 13.    | Pablo Cuevas           | 84       |
| 14.    | Marco Cecchinato       | 86       |
| 15.    | Stefano Travaglia      | 88       |
| 16.    | Radu Albot             | 93       |
| 17.    | Mikael Ymer            | 98       |
| 18.    | Lucas Pouille          | 95       |
| 19.    | Pedro Martínez         | 107      |
| Alt/1. | Arthur Rinderknech     | 109      |
| WC/1.  | Dennis Novak           | 122      |
| WC/2.  | Thiago Seyboth Wild    | 126      |
| WC/3.  | Alexander Erler        | 334      |
| SE/1.  | Daniel Altmaier        | 144 (PR) |
| Q/1.   | Jozef Kovalík          | 127      |
| Q/2.   | Ernests Gulbis         | 190      |
| Q/3.   | Holger Rune            | 219      |
| Q/4.   | Lukas Neumayer         | 1159     |
| LL/1.  | Mario Vilella Martínez | 179      |
| LL/2.  | Carlos Taberner        | 113      |

| Nr. | Speler                 | Ranking | Vervolg            |
| --- | ---------------------- | ------- | ------------------ |
| 1.  | Andrej Martin          | 111     | Kwalificatie       |
| 2.  | Carlos Taberner        | 113     | Kwalificatie       |
| 3.  | Dennis Novak           | 122     | Wildcard           |
| 4.  | Thiago Seyboth Wild    | 126     | Wildcard           |
| 5.  | Jozef Kovalík          | 127     | Kwalificatie       |
| 6.  | Juan Ignacio Londero   | 129     | Kwalificatie       |
| 7.  | Juan Manuel Cerundolo  | 141     | Kwalificatie       |
| 8.  | Nikola Milojevic       | 146     | Kwalificatie       |
| 9.  | Oscar Otte             | 151     | –                  |
| 10. | Marc Polmans           | 154     | Kwalificatie       |
| 11. | Blaž Rola              | 159     | –                  |
| 12. | Paolo Lorenzi          | 165     | –                  |
| 13. | Elias Ymer             | 167     | ATP Atlanta (Q)    |
| 14. | Mario Vilella Martínez | 179     | Kwalificatie       |
| 15. | Steven Diez            | 189     | –                  |
| 16. | Ernests Gulbis         | 190     | Kwalificatie       |
| 17. | Ivo Karlović           | 196     | –                  |
| 18. | Lukáš Rosol            | 204     | Kwalificatie       |
| 19. | Robin Haase            | 214     | Challenger Trieste |
| 20. | Holger Rune            | 219     | Kwalificatie       |

| Speler                | Ranking |
| --------------------- | ------- |
| Dusan Lajovic         | 42      |
| Lorenzo Musetti       | 63      |
| Corentin Moutet       | 83      |
| Jo-Wilfried Tsonga    | 85      |
| Special exempt plek 2 |         |

| Speler                  | Ranking | Vervolg                 |
| ----------------------- | ------- | ----------------------- |
| Yannick Hanfmann        | 99      | –                       |
| Roberto Carballés Baena | 100     | Olympische Spelen Tokyo |
| Kamil Majchrzak         | 104     | Olympische Spelen Tokyo |
| Fernando Verdasco       | 106     | –                       |

1. 1 2 3 4  Ranking inschrijfdatum 28/06/2021

### Geplaatste spelers
| Nr. | Speler                | Ranking | Prestatie      | Uitgeschakeld door |
| --- | --------------------- | ------- | -------------- | ------------------ |
| 1.  | Casper Ruud           | 14      | Winnaar        | Winnaar            |
| 2.  | Roberto Bautista Agut | 16      | Tweede ronde   | Pedro Martínez     |
| 3.  | Filip Krajinović      | 34      | Kwartfinale    | Arthur Rinderknech |
| 4.  | Albert Ramos Viñolas  | 43      | Tweede ronde   | Gianluca Mager     |
| 5.  | Federico Delbonis     | 46      | Eerste ronde   | Arthur Rinderknech |
| 6.  | Laslo Djere           | 52      | Eerste ronde   | Daniel Altmaier    |
| 7.  | Aljaž Bedene          | 58      | Teruggetrokken |                    |
| 8.  | Richard Gasquet       | 59      | Teruggetrokken |                    |
| 9.  | Jaume Munar           | 67      | Eerste ronde   | Jozef Kovalík      |
| 10. | Carlos Alcaraz        | 73      | Eerste ronde   | Alexander Erler    |

### Prijzengeld en ATP-punten
| Resultaat    | Prijzengeld | ATP-punten |
| ------------ | ----------- | ---------- |
| Winnaar      | € 41.145    | 250        |
| Runner-up    | € 29.500    | 150        |
| Halve finale | € 21.000    | 90         |
| Kwartfinale  | € 14.000    | 45         |
| Tweede ronde | € 9.000     | 20         |
| Eerste ronde | € 5.415     | 0          |

### Wildcards
- Dennis Novak (vergeven door toernooiorganisatie)
- Alexander Erler (vergeven door toernooiorganisatie)
- Thiago Seyboth Wild (vergeven door licentiehouder Octagon)

### Kwalificatie
De kwalificatie vond plaats op zaterdag 24 en zondag 25 juli 2021. In de kwalificatie speelden zestien spelers voor vier  plaatsen in het hoofdtoernooi. Bij een late afmelding van een speler uit de hoofdtabel, kon een speler die had verloren in de kwalificatie alsnog worden opgevist als Lucky Loser.
De volgende spelers hadden zich gekwalificeerd voor het hoofdtoernooi:
| Kwalificanten  | Lucky Losers           |
| -------------- | ---------------------- |
| Ernests Gulbis | Mario Vilella Martínez |
| Holger Rune    | Carlos Taberner        |
| Jozef Kovalík  |                        |
| Lukas Neumayer |                        |

### Toernooischema
| Legenda | Legenda                  |
| ------- | ------------------------ |
| Q       | Qualifier                |
| WC      | Deelname via wildcard    |
| LL      | Lucky Loser              |
| r       | Opgave / trok zich terug |
| w/o     | Walk-over                |
| Alt     | Invaller, Alternate      |
| SE      | Special Exempt           |
| PR      | Protected Ranking        |
| d       | Diskwalificatie          |

#### Finale
| Finale |                |   |   |   |
|        |                |   |   |   |
| 1      | Casper Ruud    | 6 | 4 | 6 |
|        | Pedro Martínez | 1 | 6 | 3 |

#### Bovenste helft
| Eerste ronde | Eerste ronde           | Eerste ronde | Eerste ronde | Eerste ronde |  |  | Tweede ronde | Tweede ronde           | Tweede ronde | Tweede ronde | Tweede ronde |  |  | Kwartfinale | Kwartfinale        | Kwartfinale | Kwartfinale | Kwartfinale |  |  | Halve finale | Halve finale       | Halve finale | Halve finale | Halve finale |
|              |                        |              |              |              |  |  |              |                        |              |              |              |  |  |             |                    |             |             |             |  |  |              |                    |              |              |              |
|              |                        |              |              |              |  |  |              |                        |              |              |              |  |  |             |                    |             |             |             |  |  |              |                    |              |              |              |
|              |                        |              |              |              |  |  | 1            | Casper Ruud            | 7            | 5            | 6            |  |  |             |                    |             |             |             |  |  |              |                    |              |              |              |
| LL           | Mario Vilella Martínez | 64           | 7            | 6            |  |  | LL           | Mario Vilella Martínez | 5            | 7            | 4            |  |  |             |                    |             |             |             |  |  |              |                    |              |              |              |
| Q            | Lukas Neumayer         | 7            | 5            | 4            |  |  |              |                        |              |              |              |  |  | 1           | Casper Ruud        | 3           | 7           | 6           |  |  |              |                    |              |              |              |
|              | Pablo Cuevas           | 3            | 5            |              |  |  |              |                        |              |              |              |  |  |             | Mikael Ymer        | 6           | 65          | 1           |  |  |              |                    |              |              |              |
|              | Mikael Ymer            | 6            | 7            |              |  |  |              | Mikael Ymer            | 6            | 6            |              |  |  |             |                    |             |             |             |  |  |              |                    |              |              |              |
| WC           | Alexander Erler        | 7            | 1            | 6            |  |  | WC           | Alexander Erler        | 2            | 3            |              |  |  |             |                    |             |             |             |  |  |              |                    |              |              |              |
| 10           | Carlos Alcaraz         | 5            | 6            | 2            |  |  |              |                        |              |              |              |  |  |             |                    |             |             |             |  |  | 1            | Casper Ruud        | 6            | 7            |              |
|              |                        |              |              |              |  |  |              |                        |              |              |              |  |  |             |                    |             |             |             |  |  | Alt          | Arthur Rinderknech | 3            | 67           |              |
|              |                        |              |              |              |  |  | 3            | Filip Krajinović       | 6            | 2            | 6            |  |  |             |                    |             |             |             |  |  |              |                    |              |              |              |
| WC           | Thiago Seyboth Wild    | 6            | 3            | 2            |  |  | LL           | Carlos Taberner        | 3            | 6            | 4            |  |  |             |                    |             |             |             |  |  |              |                    |              |              |              |
| LL           | Carlos Taberner        | 3            | 6            | 6            |  |  |              |                        |              |              |              |  |  | 3           | Filip Krajinović   | 4           | 1           |             |  |  |              |                    |              |              |              |
|              | Stefano Travaglia      | 3            | 4            |              |  |  |              |                        |              |              |              |  |  | Alt         | Arthur Rinderknech | 6           | 6           |             |  |  |              |                    |              |              |              |
| Q            | Holger Rune            | 6            | 6            |              |  |  | Q            | Holger Rune            | 4            | 6            | 64           |  |  |             |                    |             |             |             |  |  |              |                    |              |              |              |
| Alt          | Arthur Rinderknech     | 6            | 6            |              |  |  | Alt          | Arthur Rinderknech     | 6            | 3            | 7            |  |  |             |                    |             |             |             |  |  |              |                    |              |              |              |
| 5            | Federico Delbonis      | 2            | 4            |              |  |  |              |                        |              |              |              |  |  |             |                    |             |             |             |  |  |              |                    |              |              |              |

#### Onderste helft
| Eerste ronde | Eerste ronde     | Eerste ronde | Eerste ronde | Eerste ronde |  |  | Tweede ronde | Tweede ronde          | Tweede ronde | Tweede ronde | Tweede ronde |  |  | Kwartfinale | Kwartfinale     | Kwartfinale | Kwartfinale | Kwartfinale |  |  | Halve finale | Halve finale    | Halve finale | Halve finale | Halve finale |
|              |                  |              |              |              |  |  |              |                       |              |              |              |  |  |             |                 |             |             |             |  |  |              |                 |              |              |              |
| 6            | Laslo Djere      | 6            | 3            | 3            |  |  |              |                       |              |              |              |  |  |             |                 |             |             |             |  |  |              |                 |              |              |              |
| SE           | Daniel Altmaier  | 4            | 6            | 6            |  |  | SE           | Daniel Altmaier       | 6            | 6            |              |  |  |             |                 |             |             |             |  |  |              |                 |              |              |              |
|              | Radu Albot       | 3            | 67           |              |  |  |              | Marco Cecchinato      | 4            | 4            |              |  |  |             |                 |             |             |             |  |  |              |                 |              |              |              |
|              | Marco Cecchinato | 6            | 7            |              |  |  |              |                       |              |              |              |  |  | SE          | Daniel Altmaier | 6           | 65          | 6           |  |  |              |                 |              |              |              |
|              | Gianluca Mager   | 6            | 6            |              |  |  |              |                       |              |              |              |  |  |             | Gianluca Mager  | 1           | 7           | 3           |  |  |              |                 |              |              |              |
| WC           | Dennis Novak     | 4            | 0            |              |  |  |              | Gianluca Mager        | 7            | 1            | 7            |  |  |             |                 |             |             |             |  |  |              |                 |              |              |              |
|              |                  |              |              |              |  |  | 4            | Albert Ramos Viñolas  | 63           | 6            | 5            |  |  |             |                 |             |             |             |  |  |              |                 |              |              |              |
|              |                  |              |              |              |  |  |              |                       |              |              |              |  |  |             |                 |             |             |             |  |  | SE           | Daniel Altmaier | 6            | 3            | 3            |
| 9            | Jaume Munar      | 4            | 4            |              |  |  |              |                       |              |              |              |  |  |             |                 |             |             |             |  |  |              | Pedro Martínez  | 4            | 6            | 6            |
| Q            | Jozef Kovalík    | 6            | 6            |              |  |  | Q            | Jozef Kovalík         | 2            | 6            | 6            |  |  |             |                 |             |             |             |  |  |              |                 |              |              |              |
|              | Jiří Veselý      | 6            | 6            |              |  |  |              | Jiří Veselý           | 6            | 2            | 4            |  |  |             |                 |             |             |             |  |  |              |                 |              |              |              |
| Q            | Ernests Gulbis   | 4            | 1            |              |  |  |              |                       |              |              |              |  |  | Q           | Jozef Kovalík   | 2           | 2           |             |  |  |              |                 |              |              |              |
|              | Lucas Pouille    | 3            | 7            | 4            |  |  |              |                       |              |              |              |  |  |             | Pedro Martínez  | 6           | 6           |             |  |  |              |                 |              |              |              |
|              | Pedro Martínez   | 6            | 64           | 6            |  |  |              | Pedro Martínez        | 6            | 65           | 7            |  |  |             |                 |             |             |             |  |  |              |                 |              |              |              |
|              |                  |              |              |              |  |  | 2            | Roberto Bautista Agut | 4            | 7            | 5            |  |  |             |                 |             |             |             |  |  |              |                 |              |              |              |
|              |                  |              |              |              |  |  |              |                       |              |              |              |  |  |             |                 |             |             |             |  |  |              |                 |              |              |              |

## Dubbelspel

### Geplaatste spelers
| Nr. | Spelers                       | Ranking | Prestatie    | Uitgeschakeld door            |
| --- | ----------------------------- | ------- | ------------ | ----------------------------- |
| 1.  | Tomislav Brkić Nikola Čačić   | 99      | Halve finale | Alexander Erler Lucas Miedler |
| 2.  | Hugo Nys Andrea Vavassori     | 131     | Kwartfinale  | Pedro Martínez Marc Polmans   |
| 3.  | Roman Jebavý Matwé Middelkoop | 147     | Runners-up   | Alexander Erler Lucas Miedler |
| 4.  | Ariel Behar Guillermo Durán   | 166     | Kwartfinale  | Alexander Erler Lucas Miedler |

### Prijzengeld en ATP-punten
| Resultaat    | Prijzengeld | ATP-punten |
| ------------ | ----------- | ---------- |
| Winnaars     | € 15.360    | 250        |
| Runners-up   | € 11.000    | 150        |
| Halve finale | € 7.250     | 90         |
| Kwartfinale  | € 4.710     | 45         |
| Eerste ronde | € 2.760     | 0          |

### Toernooischema
| Legenda | Legenda                  |
| ------- | ------------------------ |
| Q       | Qualifier                |
| WC      | Deelname via wildcard    |
| LL      | Lucky Loser              |
| r       | Opgave / trok zich terug |
| w/o     | Walk-over                |
| Alt     | Invaller, Alternate      |
| SE      | Special Exempt           |
| PR      | Protected Ranking        |
| d       | Diskwalificatie          |

| Eerste ronde | Eerste ronde                              | Eerste ronde | Eerste ronde | Eerste ronde |  |    | Kwartfinale                    | Kwartfinale                 | Kwartfinale | Kwartfinale | Kwartfinale |  |  | Halve finale | Halve finale                  | Halve finale | Halve finale | Halve finale |  |  | Finale | Finale                        | Finale | Finale | Finale |
|              |                                           |              |              |              |  |    |                                |                             |             |             |             |  |  |              |                               |              |              |              |  |  |        |                               |        |        |        |
| 1            | Tomislav Brkić Nikola Čačić               | 6            | 6            |              |  |    |                                |                             |             |             |             |  |  |              |                               |              |              |              |  |  |        |                               |        |        |        |
|              | David Pel Arthur Rinderknech              | 2            | 3            |              |  |    | 1                              | Tomislav Brkić Nikola Čačić | 7           | 2           | [10]        |  |  |              |                               |              |              |              |  |  |        |                               |        |        |        |
|              | Rafael Matos Andrei Vasilevski            | 6            | 7            |              |  |    | Rafael Matos Andrei Vasilevski | 6                           | 6           | [8]         |             |  |  |              |                               |              |              |              |  |  |        |                               |        |        |        |
|              | Marco Cecchinato Stefano Travaglia        | 3            | 5            |              |  |    |                                |                             |             |             |             |  |  | 1            | Tomislav Brkić Nikola Čačić   | 6            | 1            | [10]         |  |  |        |                               |        |        |        |
| 4            | Ariel Behar Guillermo Durán               | 6            | 64           | [13]         |  |    |                                |                             |             |             |             |  |  | WC           | Alexander Erler Lucas Miedler | 1            | 6            | [12]         |  |  |        |                               |        |        |        |
|              | Radu Albot Denis Moltsjanov               | 1            | 7            | [11]         |  |    | 4                              | Ariel Behar Guillermo Durán | 7           | 4           | [9]         |  |  |              |                               |              |              |              |  |  |        |                               |        |        |        |
| WC           | Alexander Erler Lucas Miedler             | 7            | 6            |              |  | WC | Alexander Erler Lucas Miedler  | 67                          | 6           | [11]        |             |  |  |              |                               |              |              |              |  |  |        |                               |        |        |        |
|              | Pablo Cuevas Thiago Seyboth Wild          | 64           | 3            |              |  |    |                                |                             |             |             |             |  |  |              |                               |              |              |              |  |  | WC     | Alexander Erler Lucas Miedler | 7      | 7      |        |
|              | Romain Arneodo Oleksandr Nedovjesov       | 3            | 65           |              |  |    |                                |                             |             |             |             |  |  |              |                               |              |              |              |  |  | 3      | Roman Jebavý Matwé Middelkoop | 5      | 65     |        |
|              | Andre Begemann Igor Zelenay               | 6            | 7            |              |  |    |                                | Andre Begemann Igor Zelenay | 7           | 3           | [9]         |  |  |              |                               |              |              |              |  |  |        |                               |        |        |        |
|              | Luis David Martínez Artem Sitak           | 7            | 4            | [1]          |  | 3  | Roman Jebavý Matwé Middelkoop  | 64                          | 6           | [11]        |             |  |  |              |                               |              |              |              |  |  |        |                               |        |        |        |
| 3            | Roman Jebavý Matwé Middelkoop             | 65           | 6            | [10]         |  |    |                                |                             |             |             |             |  |  | 3            | Roman Jebavý Matwé Middelkoop | 6            | 1            | [10]         |  |  |        |                               |        |        |        |
|              | Pedro Martínez Marc Polmans               | 6            | 6            |              |  |    |                                |                             |             |             |             |  |  |              | Pedro Martínez Marc Polmans   | 3            | 6            | [7]          |  |  |        |                               |        |        |        |
| PR           | Marc López Jaume Munar                    | 4            | 0            |              |  |    |                                | Pedro Martínez Marc Polmans | 65          | 6           | [10]        |  |  |              |                               |              |              |              |  |  |        |                               |        |        |        |
| WC           | Neil Oberleitner Tristan-Samuel Weissborn | 6            | 2            |              |  | 2  | Hugo Nys Andrea Vavassori      | 7                           | 3           | [8]         |             |  |  |              |                               |              |              |              |  |  |        |                               |        |        |        |
| 2            | Hugo Nys Andrea Vavassori                 | 7            | 6            |              |  |    |                                |                             |             |             |             |  |  |              |                               |              |              |              |  |  |        |                               |        |        |        |

## Speelschema
Alle tijden zijn lokaal MEZT (UTC+2).

### Dag 1 (zaterdag 24 juli)
- Speelschema (gearchiveerd)

| Evenement                          | Winnaar                     | Verliezer                   | Score                       | Commentator(en) World Feed  |
| Wedstrijden op Center Court        | Wedstrijden op Center Court | Wedstrijden op Center Court | Wedstrijden op Center Court | Wedstrijden op Center Court |
| ---------------------------------- | --------------------------- | --------------------------- | --------------------------- | --------------------------- |
| Wedstrijden begonnen om 11:00 uur  |                             |                             |                             |                             |
| Enkelspel kwalificatie 1e ronde    | Lukas Neumayer [WC]         | Juan Ignacio Londero        | 7-67, opgave                |                             |
| Enkelspel kwalificatie 1e ronde    | Holger Rune                 | Marc Polmans                | 7-66, 6-3                   |                             |
| Enkelspel kwalificatie 1e ronde    | Mario Vilella Martínez      | Lucas Miedler [Alt]         | 6-3, 6-4                    |                             |
| Wedstrijden op Court Küchenmeister |                             |                             |                             |                             |
| Wedstrijden begonnen om 11:00 uur  |                             |                             |                             |                             |
| Enkelspel kwalificatie 1e ronde    | Ernests Gulbis              | Nikola Milojevic            | 6-3, 6-4                    |                             |
| Enkelspel kwalificatie 1e ronde    | Carlos Taberner             | Jevgeni Karlovski           | 6-4, 7-64                   |                             |
| Enkelspel kwalificatie 1e ronde    | Jozef Kovalík               | Leandro Riedi [WC]          | 6-2, 6-4                    |                             |
| Wedstrijden op Grandstand          |                             |                             |                             |                             |
| Wedstrijden begonnen om 11:00 uur  |                             |                             |                             |                             |
| Enkelspel kwalificatie 1e ronde    | Lukáš Rosol                 | Juan Manuel Cerundolo       | 6-3, 610-7, 6-1             |                             |
| Enkelspel kwalificatie 1e ronde    | Andrej Martin               | Zizou Bergs                 | 6-4, 6-3                    |                             |

### Dag 2 (zondag 25 juli)
- Speelschema (gearchiveerd)

| Evenement                          | Winnaar                     | Verliezer                   | Score                       | Commentator(en) World Feed  |
| Wedstrijden op Center Court        | Wedstrijden op Center Court | Wedstrijden op Center Court | Wedstrijden op Center Court | Wedstrijden op Center Court |
| ---------------------------------- | --------------------------- | --------------------------- | --------------------------- | --------------------------- |
| Wedstrijden begonnen om 11:00 uur  |                             |                             |                             |                             |
| Enkelspel kwalificatie 2e ronde    | Ernests Gulbis              | Carlos Taberner             | 6-3, 3-6, 6-3               |                             |
| Enkelspel kwalificatie 2e ronde    | Lukas Neumayer [WC]         | Lukáš Rosol                 | 6-4, 7-65                   |                             |
| Enkelspel kwalificatie 2e ronde    | Holger Rune                 | Andrej Martin               | 7-5, 7-5                    |                             |
| Wedstrijden op Court Küchenmeister |                             |                             |                             |                             |
| Wedstrijden begonnen om 12:00 uur  |                             |                             |                             |                             |
| Enkelspel kwalificatie 2e ronde    | Jozef Kovalík               | Mario Vilella Martínez      | 7-5, 7-5                    |                             |

### Dag 3 (maandag 26 juli)
- Speelschema (gearchiveerd)

| Evenement                          | Winnaar                             | Verliezer                                           | Score                       | Commentator(en) World Feed  |
| Wedstrijden op Center Court        | Wedstrijden op Center Court         | Wedstrijden op Center Court                         | Wedstrijden op Center Court | Wedstrijden op Center Court |
| ---------------------------------- | ----------------------------------- | --------------------------------------------------- | --------------------------- | --------------------------- |
| Wedstrijden begonnen om 11:00 uur  |                                     |                                                     |                             |                             |
| Enkelspel 1e ronde                 | Jozef Kovalík [Q]                   | Jaume Munar [9]                                     | 6-4, 6-4                    | Lee Goodall                 |
| Startte niet voor 12:30 uur        |                                     |                                                     |                             |                             |
| Enkelspel 1e ronde                 | Mikael Ymer                         | Pablo Cuevas                                        | 6-3, 7-5                    | Lee Goodall & Sue Thearle   |
| Enkelspel 1e ronde                 | Pedro Martínez                      | Lucas Pouille                                       | 6-3, 64-7, 6-4              | Lee Goodall & Sue Thearle   |
| Enkelspel 1e ronde                 | Jiří Veselý                         | Ernests Gulbis [Q]                                  | 6-4, 6-1                    | Sue Thearle                 |
| Wedstrijden op Court Küchenmeister |                                     |                                                     |                             |                             |
| Wedstrijden begonnen om 11:00 uur  |                                     |                                                     |                             |                             |
| Dubbelspel 1e ronde                | Rafael Matos Andrei Vasilevski      | Marco Cecchinato Stefano Travaglia                  | 6-3, 7-5                    |                             |
| Startte niet voor 12:00 uur        |                                     |                                                     |                             |                             |
| Enkelspel 1e ronde                 | Carlos Taberner [LL]                | Thiago Seyboth Wild [WC]                            | 3-6, 6-3, 6-2               |                             |
| Startte niet voor 17:00 uur        |                                     |                                                     |                             |                             |
| Dubbelspel 1e ronde                | Hugo Nys [2] Andrea Vavassori [2]   | Neil Oberleitner [WC] Tristan-Samuel Weissborn [WC] | 7-66, 6-2                   |                             |
| Wedstrijden op Grandstand          |                                     |                                                     |                             |                             |
| Wedstrijden begonnen om 14:00 uur  |                                     |                                                     |                             |                             |
| Dubbelspel 1e ronde                | Ariel Behar [4] Guillermo Durán [4] | Radu Albot Denis Moltsjanov                         | 6-1, 64-7, [13-11]          |                             |
| Startte niet voor 16:00 uur        |                                     |                                                     |                             |                             |
| Dubbelspel 1e ronde                | Andre Begemann Igor Zelenay         | Romain Arneodo Oleksandr Nedovjesov                 | 6-3, 7-65                   |                             |

### Dag 4 (dinsdag 27 juli)
- Speelschema (gearchiveerd)

| Evenement                          | Winnaar                               | Verliezer                        | Score                       | Commentator(en) World Feed  |
| Wedstrijden op Center Court        | Wedstrijden op Center Court           | Wedstrijden op Center Court      | Wedstrijden op Center Court | Wedstrijden op Center Court |
| ---------------------------------- | ------------------------------------- | -------------------------------- | --------------------------- | --------------------------- |
| Wedstrijden begonnen om 11:00 uur  |                                       |                                  |                             |                             |
| Enkelspel 1e ronde                 | Holger Rune [Q]                       | Stefano Travaglia                | 6-3, 6-4                    | Sue Thearle                 |
| Startte niet voor 12:30 uur        |                                       |                                  |                             |                             |
| Enkelspel 1e ronde                 | Mario Vilella Martínez [LL]           | Lukas Neumayer [Q]               | 64-7, 7-5, 6-4              | Lee Goodall                 |
| Enkelspel 1e ronde                 | Gianluca Mager                        | Dennis Novak [WC]                | 6-4, 6-0                    | Lee Goodall & Sue Thearle   |
| Enkelspel 1e ronde                 | Alexander Erler [WC]                  | Carlos Alcaraz [10]              | 7-5, 1-6, 6-2               | Lee Goodall & Sue Thearle   |
| Wedstrijden op Court Küchenmeister |                                       |                                  |                             |                             |
| Wedstrijden begonnen om 11:00 uur  |                                       |                                  |                             |                             |
| Enkelspel 1e ronde                 | Arthur Rinderknech [Alt]              | Federico Delbonis [5]            | 6-2, 6-4                    |                             |
| Enkelspel 1e ronde                 | Marco Cecchinato                      | Radu Albot                       | 6-3, 7-67                   |                             |
| Enkelspel 1e ronde                 | Daniel Altmaier [SE]                  | Laslo Djere [6]                  | 4-6, 6-3, 6-3               |                             |
| Wedstrijden op Grandstand          |                                       |                                  |                             |                             |
| Wedstrijden begonnen om 12:00 uur  |                                       |                                  |                             |                             |
| Dubbelspel 1e ronde                | Pedro Martínez Marc Polmans           | Marc López [PR] Jaume Munar [PR] | 6-4, 6-0                    |                             |
| Dubbelspel 1e ronde                | Roman Jebavý [3] Matwé Middelkoop [3] | Luis David Martínez Artem Sitak  | 65-7, 6-4, [10-1]           |                             |
| Dubbelspel 1e ronde                | Tomislav Brkić [1] Nikola Čačić [1]   | David Pel Arthur Rinderknech     | 6-2, 6-3                    |                             |

### Dag 5 (woensdag 28 juli)
- Speelschema (gearchiveerd)

| Evenement                          | Winnaar                                                           | Verliezer                                                         | Score                       | Commentator(en) World Feed  |
| Wedstrijden op Center Court        | Wedstrijden op Center Court                                       | Wedstrijden op Center Court                                       | Wedstrijden op Center Court | Wedstrijden op Center Court |
| ---------------------------------- | ----------------------------------------------------------------- | ----------------------------------------------------------------- | --------------------------- | --------------------------- |
| Wedstrijden begonnen om 11:00 uur  |                                                                   |                                                                   |                             |                             |
| Enkelspel 2e ronde                 | Filip Krajinović [3]                                              | Carlos Taberner [LL]                                              | 6-3, 2-6, 6-4               | Lee Goodall                 |
| Startte niet voor 12:30 uur        |                                                                   |                                                                   |                             |                             |
| Enkelspel 2e ronde                 | Pedro Martínez                                                    | Roberto Bautista Agut [2]                                         | 6-4, 65-7, 7-5              | Lee Goodall & Sue Thearle   |
| Enkelspel 2e ronde                 | Mikael Ymer                                                       | Alexander Erler [WC]                                              | 6-2, 6-3                    | Sue Thearle                 |
| Enkelspel 2e ronde                 | Casper Ruud [1]                                                   | Mario Vilella Martínez [LL]                                       | 7-5, 5-7, 6-4               | Lee Goodall & Sue Thearle   |
| Wedstrijden op Court Küchenmeister |                                                                   |                                                                   |                             |                             |
| Wedstrijden begonnen om 11:00 uur  |                                                                   |                                                                   |                             |                             |
| Enkelspel 2e ronde                 | Arthur Rinderknech [Alt]                                          | Holger Rune [Q]                                                   | 6-4, 3-6, 7-64              |                             |
| Enkelspel 2e ronde                 | Gianluca Mager                                                    | Albert Ramos Viñolas [4]                                          | 7-63, 1-6, 7-5              |                             |
| Enkelspel 2e ronde                 | Daniel Altmaier [SE]                                              | Marco Cecchinato                                                  | 6-4, 6-4                    |                             |
| Startte niet voor 14:00 uur        |                                                                   |                                                                   |                             |                             |
| Dubbelspel 1e ronde                | Alexander Erler [WC] Lucas Miedler [WC]                           | Pablo Cuevas Thiago Seyboth Wild                                  | 7-64, 6-3                   |                             |
| Wedstrijden op Grandstand          |                                                                   |                                                                   |                             |                             |
| Wedstrijden begonnen om 11:00 uur  |                                                                   |                                                                   |                             |                             |
| Enkelspel 2e ronde                 | Jozef Kovalík [Q]                                                 | Jiří Veselý                                                       | 2-6, 6-2, 6-4               |                             |
| Dubbelspel kwartfinale             | Roman Jebavý [3] Matwé Middelkoop [3]                             | Andre Begemann Igor Zelenay                                       | 64-7, 6-3, [11-9]           |                             |
| Dubbelspel kwartfinale             | Tomislav Brkić [1] Nikola Čačić [1]                               | Rafael Matos Andrei Vasilevski                                    | 7-66, 2-6, [10-8]           |                             |
| Dubbelspel 1e ronde                | Pedro Martínez Andrea Vavassori [2] Marc Polmans vs. Hugo Nys [2] | Pedro Martínez Andrea Vavassori [2] Marc Polmans vs. Hugo Nys [2] | verplaatst naar 29-07       |                             |

### Dag 6 (donderdag 29 juli)
- Speelschema (gearchiveerd)

| Evenement                          | Winnaar                                 | Verliezer                           | Score                       | Commentator(en) World Feed  |
| Wedstrijden op Center Court        | Wedstrijden op Center Court             | Wedstrijden op Center Court         | Wedstrijden op Center Court | Wedstrijden op Center Court |
| ---------------------------------- | --------------------------------------- | ----------------------------------- | --------------------------- | --------------------------- |
| Wedstrijden begonnen om 11:00 uur  |                                         |                                     |                             |                             |
| Enkelspel kwartfinale              | Pedro Martínez                          | Jozef Kovalík [Q]                   | 6-2, 6-2                    | Sue Thearle & Barry Cowan   |
| Startte niet voor 12:30 uur        |                                         |                                     |                             |                             |
| Enkelspel kwartfinale              | Daniel Altmaier [SE]                    | Gianluca Mager                      | 6-1, 65-7, 6-3              | Lee Goodall & Sue Thearle   |
| Enkelspel kwartfinale              | Arthur Rinderknech [Alt]                | Filip Krajinović [3]                | 6-4, 6-1                    | Lee Goodall & Barry Cowan   |
| Enkelspel kwartfinale              | Casper Ruud [1]                         | Mikael Ymer                         | 3-6, 7-65, 6-1              | Lee Goodall & Barry Cowan   |
| Wedstrijden op Court Küchenmeister |                                         |                                     |                             |                             |
| Wedstrijden begonnen om 14:00 uur  |                                         |                                     |                             |                             |
| Dubbelspel kwartfinale             | Pedro Martínez Marc Polmans             | Hugo Nys [2] Andrea Vavassori [2]   | 65-7, 6-3, [10-8]           |                             |
| Startte niet voor 16:00 uur        |                                         |                                     |                             |                             |
| Dubbelspel kwartfinale             | Alexander Erler [WC] Lucas Miedler [WC] | Ariel Behar [4] Guillermo Durán [4] | 67-7, 6-4, [11-9]           |                             |

### Dag 7 (vrijdag 30 juli)
- Speelschema (gearchiveerd)

| Evenement                         | Winnaar                                 | Verliezer                           | Score                       | Commentator(en) World Feed  |
| Wedstrijden op Center Court       | Wedstrijden op Center Court             | Wedstrijden op Center Court         | Wedstrijden op Center Court | Wedstrijden op Center Court |
| --------------------------------- | --------------------------------------- | ----------------------------------- | --------------------------- | --------------------------- |
| Wedstrijden begonnen om 10:30 uur |                                         |                                     |                             |                             |
| Dubbelspel halve finale           | Alexander Erler [WC] Lucas Miedler [WC] | Tomislav Brkić [1] Nikola Čačić [1] | 1-6, 6-1, [12-10]           |                             |
| Startte niet voor 12:30 uur       |                                         |                                     |                             |                             |
| Enkelspel halve finale            | Pedro Martínez                          | Daniel Altmaier [SE]                | 4-6, 6-3, 6-3               | Sue Thearle & Barry Cowan   |
| Startte niet voor 16:00 uur       |                                         |                                     |                             |                             |
| Enkelspel halve finale            | Casper Ruud [1]                         | Arthur Rinderknech [Alt]            | 6-3, 7-67                   | Sue Thearle & Barry Cowan   |
| Dubbelspel halve finale           | Roman Jebavý [3] Matwé Middelkoop [3]   | Pedro Martínez Marc Polmans         | 6-3, 1-6, [10-7]            |                             |

### Dag 8 (zaterdag 31 juli)
- Speelschema (gearchiveerd)

| Evenement                         | Winnaar                                 | Verliezer                             | Score                       | Commentator(en) World Feed  |
| Wedstrijden op Center Court       | Wedstrijden op Center Court             | Wedstrijden op Center Court           | Wedstrijden op Center Court | Wedstrijden op Center Court |
| --------------------------------- | --------------------------------------- | ------------------------------------- | --------------------------- | --------------------------- |
| Wedstrijden begonnen om 13:00 uur |                                         |                                       |                             |                             |
| Dubbelspel finale                 | Alexander Erler [WC] Lucas Miedler [WC] | Roman Jebavý [3] Matwé Middelkoop [3] | 7-5, 7-65                   |                             |
| Startte niet voor 16:30 uur       |                                         |                                       |                             |                             |
| Enkelspel finale                  | Casper Ruud [1]                         | Pedro Martínez                        | 6-1, 4-6, 6-3               | Sue Thearle & Barry Cowan   |

## Ticketprijzen
| Dag                | Datum                             | Ronde                         | Categorie B (vrije zitplaatskeuze) | Categorie A (gereserveerde zitplaats) | Categorie A Plus (gereserveerde zitplaats in de schaduw) | Premium Seats |
| ------------------ | --------------------------------- | ----------------------------- | ---------------------------------- | ------------------------------------- | -------------------------------------------------------- | ------------- |
| Zaterdag           | 24.07                             | Kwalificatie                  | vrije entree                       | vrije entree                          | vrije entree                                             | -             |
| Zondag             | 25.07                             | Kwalificatie                  | vrije entree                       | vrije entree                          | vrije entree                                             | -             |
| Maandag**          | 26.07                             | 1e ronde                      | € 24 / *€ 20                       | € 40                                  | € 45                                                     | € 70          |
| Dinsdag***         | 27.07                             | 1e ronde                      | € 33 / *€ 27                       | € 55                                  | € 60                                                     | € 89          |
| Woensdag           | 28.07                             | Achtste finales               | € 40 / *€ 32                       | € 70                                  | € 77                                                     | € 125         |
| Donderdag          | 29.07                             | Kwartfinales                  | € 40 / *€ 32                       | € 70                                  | € 77                                                     | € 125         |
| Vrijdag            | 30.07                             | Halve finales                 | € 40 / *€ 32                       | € 70                                  | € 77                                                     | € 125         |
| Zaterdag           | 31.07                             | Finale                        | € 40 / *€ 32                       | € 70                                  | € 77                                                     | € 125         |
|                    |                                   |                               |                                    |                                       |                                                          |               |
| Midweek-pakket     | 28.07 & 29.07                     | Achtste-, kwartfinales        | € 76 / *€ 60                       | € 133                                 | € 146                                                    | € 237         |
| Finale-pakket      | 30.07 & 31.07                     | Halve finales, finale         | € 76 / *€ 60                       | € 133                                 | € 146                                                    | € 237         |
| Champions-pakket   | 29.07 t/m 31.07                   | Kwart-, halve finales, finale | € 114 / *€ 91                      | € 199                                 | € 219                                                    | € 356         |
| Seizoenskaart      | 26.07 t/m 31.07                   |                               | € 190 / *€ 158                     | € 339                                 | € 369                                                    | € 590         |
|                    |                                   |                               |                                    |                                       |                                                          |               |
| Last Minute Ticket | 26, 27 of 28.07 (vanaf 17:00 uur) | 1e ronde, achtste finales     | € 10                               | -                                     | -                                                        | -             |

Kinderen van 6 tot en met 14 jaar ontvingen 50% korting op de entreeprijs.
Kinderen van 0 tot en met 5 jaar ontvingen gratis toegang en geen eigen zitplaats.
Groepen vanaf 10 personen ontvingen 10% korting, groepen vanaf 20 personen ontvingen 20% korting.

* Verlaagde ticketprijs gold voor scholieren, studenten, leerlingen en dienstplichtige tot en met 25 jaar.
**Maandag, 26.07.2021 ALPQUELL Kitz4Kids-Day: vrije entree voor kinderen tot 14 jaar

***Dinsdag, 27.07.2021 KRONE Ladies Day: vrije entree voor vrouwen

## Media
Het toernooi werd in Oostenrijk uitgezonden door de commerciële zender ServusTV. Zij deden van maandag tot en met vrijdag van 12.30 uur tot 18.00 uur liveverslag, alsmede op zaterdag van de enkelspelfinale. Het commentaar bij de wedstrijden werd verzorgd door Philipp Krummholz en Christian Nehiba. De presentatie was in handen van de geboren Tirolerin Barbara Schett, de analisten waren Davis Cup captain Stefan Koubek en toernooidirecteur Alexander Antonitsch.